# Baby No. 666
Baby No. 666 è il terzo album studio del gruppo musicale tedesco Thora. Fu pubblicato nel 2007 da un'etichetta dal nome "Inverted", della quale non si sa nulla. Nel 2008 fu riedito dalla più nota Afmusic.

## Tracce
1. Suicide Girl – 4:47
2. Searching For Gold – 5:16
3. Lonely Lullaby – 4:32
4. Baby No. 666 – 4:09
5. The Useless – 3:54
6. Serpent Heart – 3:45
7. It's Locked – 3:21
8. Rest in Peace – 4:03
9. Hammer and Nails – 5:42
10. The God Experience – 3:42
11. Dark Horizons – 3:42
12. In Her Seasons – 3:08
13. Rescue Me – 3:46

## Formazione
- Tommy Tom - voce
- Ireneusz Henzel - chitarra
- Will Tümmers - basso
- Janusz Korzeń - batteria